# كأس ألمانيا 1955–56
كأس ألمانيا 1955–56 (بالألمانية: DFB-Pokal 1955/56)‏ هو الموسم 13 من كأس ألمانيا. أشرف على تنظيمه اتحاد ألمانيا لكرة القدم، وكان عدد الأندية المشاركة فيه 5، وفاز فيه نادي كارلسروه.